# Frédéric Oudéa

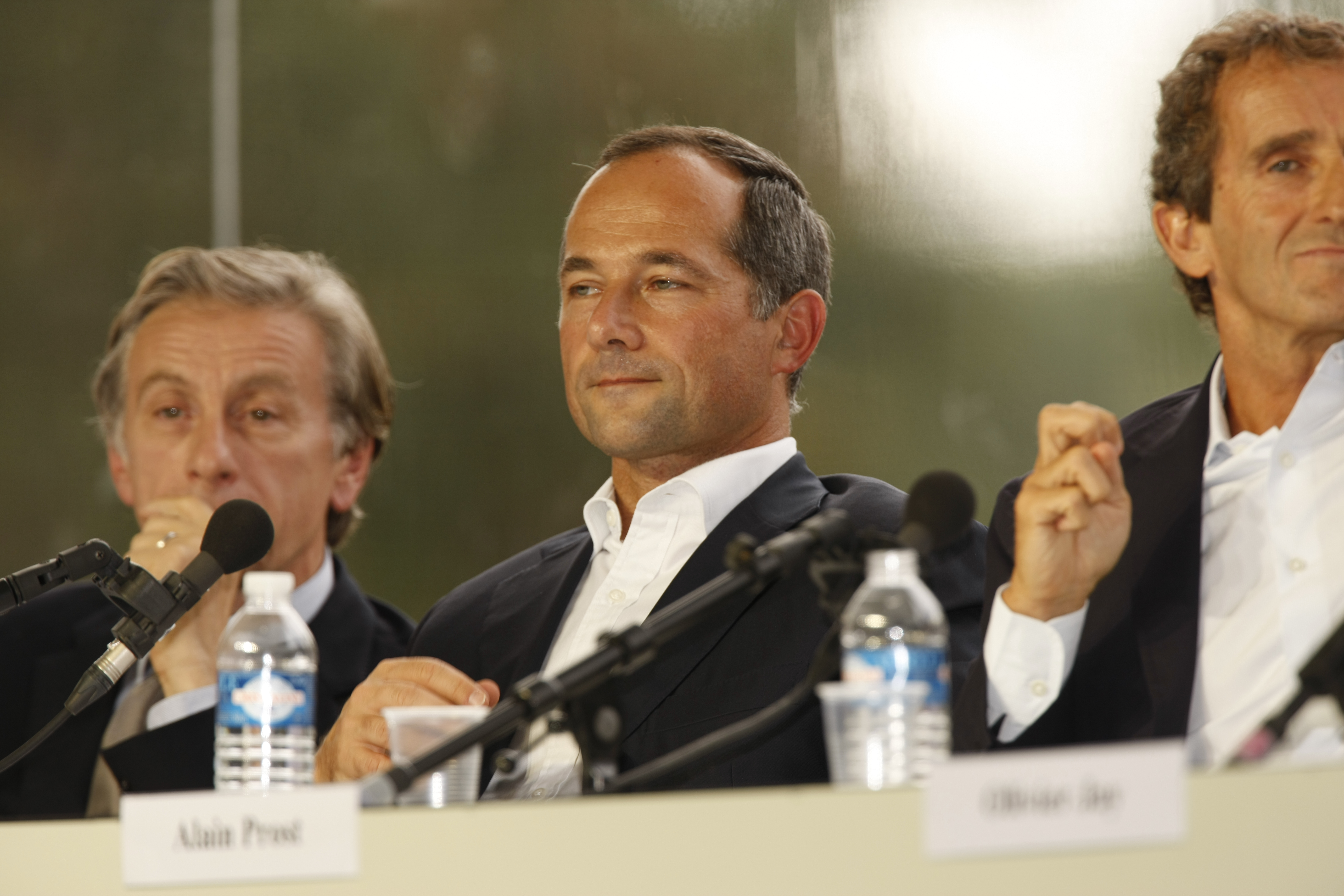
Fréderic Oudéa

Frédéric Oudéa (* 5. Juli 1963 in Paris) ist ein französischer Manager.

## Leben
Oudéa besuchte zwei Elitehochschulen: Er studierte Wirtschaftswissenschaften an der École nationale d’administration in Straßburg und an der École polytechnique in Paris. Von 1987 bis 1995 arbeitete Oudéa als Inspecteur des finances (höherer Beamter der Finanzverwaltung) im französischen Staatsdienst. Als Technischer Berater arbeitete er unter anderem für Nicolas Sarkozy. 1995 erhielt Oudéa eine Anstellung bei der Société Générale.
Er ist seit 2008 Vorsitzender und CEO der Société Générale, einer der ältesten und größten französischen Banken.
Im Jahr 2006 heiratete er Amélie Oudéa-Castéra, eine frühere professionelle Tennisspielerin, Managerin, und spätere Ministerin. Sie haben drei Kinder.